# Centre des médias Al-Hayat
 (mai 2023).
La mise en forme du texte ne suit pas les recommandations de Wikipédia : il faut le « wikifier ».
Les points d'amélioration suivants sont les cas les plus fréquents. Le détail des points à revoir est peut-être précisé sur la page de discussion.
- Les titres sont pré-formatés par le logiciel. Ils ne sont ni en capitales, ni en gras.
- Le texte ne doit pas être écrit en capitales (les noms de famille non plus), ni en gras, ni en italique, ni en « petit »…
- Le gras n'est utilisé que pour surligner le titre de l'article dans l'introduction, une seule fois.
- L'italique est rarement utilisé : mots en langue étrangère, titres d'œuvres, noms de bateaux, etc.
- Les citations ne sont pas en italique mais en corps de texte normal. Elles sont entourées par des guillemets français : « et ».
- Les listes à puces sont à éviter, des paragraphes rédigés étant largement préférés. Les tableaux sont à réserver à la présentation de données structurées (résultats, etc.).
- Les appels de note de bas de page (petits chiffres en exposant, introduits par l'outil «  Source ») sont à placer entre la fin de phrase et le point final[comme ça].
- Les liens internes (vers d'autres articles de Wikipédia) sont à choisir avec parcimonie. Créez des liens vers des articles approfondissant le sujet. Les termes génériques sans rapport avec le sujet sont à éviter, ainsi que les répétitions de liens vers un même terme.
- Les liens externes sont à placer uniquement dans une section « Liens externes », à la fin de l'article. Ces liens sont à choisir avec parcimonie suivant les règles définies. Si un lien sert de source à l'article, son insertion dans le texte est à faire par les notes de bas de page.
- La présentation des références doit suivre les conventions bibliographiques. Il est recommandé d'utiliser les modèles {{Ouvrage}}, {{Chapitre}}, {{Article}}, {{Lien web}} et/ou {{Bibliographie}}. Le mode d'édition visuel peut mettre en forme automatiquement les références.
- Insérer une infobox (cadre d'informations à droite) n'est pas obligatoire pour parachever la mise en page.

Pour une aide détaillée, merci de consulter Aide:Wikification.
Si vous pensez que ces points ont été résolus, vous pouvez retirer ce bandeau et améliorer la mise en forme d'un autre article.
 (mai 2023).
Al-Hayat Media Center est une branche médiatique de l'État islamique. Il a été créé à la mi-2014 et cible un public international (non arabophone) par opposition à leurs autres branches médiatiques axées sur l'arabe et produit du matériel, principalement Nasheeds, en anglais, allemand, russe, ourdou, indonésien, turc, bengali, chinois, bosniaque, kurde, ouïghour et français,.

## Histoire

### 2014
En juillet 2014, al-Hayat a commencé à publier un magazine numérique appelé Dabiq, dans plusieurs langues différentes, dont l'anglais. Selon le magazine, son nom est tiré de la ville de Dabiq dans le nord de la Syrie, qui est mentionnée dans un hadith sur Armageddon. Al-Hayat a également commencé à publier d'autres magazines numériques, y compris la langue turque Konstantiniyye, le mot ottoman pour Istanbul,, et la langue française Dar al-Islam. À la fin de 2016, ces magazines avaient apparemment tous été interrompus, le matériel d'Al-Hayat étant regroupé dans un nouveau magazine appelé Rumiyah (arabe pour Rome).
En 2014, al-Hayat a publié une vidéo de propagande de 24 minutes en kurde, ainsi qu'un Nasheed kurde intitulé "Descendants du califat". La vidéo présentait Abu Khattab al-Kurdi promettant « d'amener le califat au Kurdistan et de mettre fin à l'athéisme de l'UPK et du PDK ».
Le 29 juin 2014, il a publié The End of Sykes-Picot, une référence à l'accord de 1916 que les États européens ont utilisé pour diviser la région après la Première Guerre mondiale et dans lequel il appelle à la destruction de la frontière entre l'Irak et la Syrie,. Le sujet de la vidéo est le combattant de l'EIIL Abou Safiyya.

### 2015
En février 2015, le journaliste britannique John Cantlie est apparu dans une vidéo de propagande d'Al-Hayat se promenant dans les ruines et interviewant des habitants de la ville d'Alep, dans le nord-ouest de la Syrie. Le 18 février, il a publié un nasheed en français intitulé Extend your Hand to Pledge Allegiance ( en français : « Tends ta main pour l'allégeance »   ), qui commence par un discours d'Abu Bakr Al-Baghdadi et l'exhorte à faire la hijra et à rejoindre l'EI.
En 2015, Al-Hayat a sorti une chanson nasheed "We are Mujahid" (我们是圣战士, bien que les paroles chantent "Mujahid" textuellement), chanté en chinois mandarin, qui était le tout premier matériel djihadiste chinois publié par Daech. On a émis l'hypothèse que la chanson ciblait les Hui (musulmans parlant le chinois), par opposition aux Ouïghours, qui parlent des langues turques. Les médias de masse chinois et le gouvernement chinois n'en ont pas parlé car ils ne voulaient pas s'impliquer dans la bataille contre l'État islamique.
En avril 2015, Al-Hayat, bien qu'affilié aux chaînes Telegram, a menacé de faire exploser les services commémoratifs de l'aube de la journée de l'ANZAC dans les grandes villes d'Australie et de Nouvelle-Zélande, ainsi qu'au terrain de cricket de Melbourne, si les forces de défense australiennes continuaient de participer à CJTF-OIR en Irak. L'ASIO a allégué que le djihadiste né à Sydney, Khaled Sharrouf, qui a rejoint l'État islamique en 2013, était à l'origine de cette campagne de propagande.
En septembre 2015, il a publié une vidéo de nasheed en anglais intitulée «Pour l'amour d'Allah », il a été montré dans sa vidéo semblable à un film « Le retour du dinar d'or », qui était une vidéo de propagande montrant la nouvelle monnaie de l'État islamique. et dénoncer les billets de banque et les intérêts. Cela a été expliqué par Lavdrim Muhaxheri.
En novembre 2015, il a publié une vidéo nasheed russe intitulée "Bientôt très bientôt" en russe : Скоро очень скоро disant aux partisans de l'État islamique d'attaquer les églises et les bâtiments gouvernementaux russes,.

### 2016
En avril 2016, il a publié une vidéo montrant un grand groupe d'enfants recrues de l'État islamique chantant en français portant des ceintures de suicide et d'autres armes lors d'un entraînement militaire. Elle s'intitulait Blood for Blood (en français : « Sang pour Sang »). Puis à nouveau en avril 2016, ils ont annoncé une nouvelle série mensuelle intitulée "Top 10" qui prend des vidéos des provinces de l'État islamique et crée une compilation de ces clips. Il a réalisé une bande-annonce de 52 secondes pour The Flames of War, une série de vidéos intitulée Mujatweets et un nashid (chant islamique) en français nommé Ma vengeance dans lequel il fait l'éloge des attentats du 22 mars 2016 à Bruxelles et des deux attentats de Paris et de la prise d'otage de l'Hyper Casher de Paris. Dans le même temps, il a publié une autre vidéo intitulée Kill Them Wherever You Find Them (en français : « Tuez-les où que vous les rencontriez ») montrant les assaillants de Paris menaçant de futures violences. Quatre Belges, trois Français et deux Irakiens sont apparus dans la vidéo, procédant à des exécutions alternées avec des scènes d'attentats de Paris.
Ces neuf terroristes étaient Abdelhamid Abaaoud (Abu Umar Al-Baljiki), Chakib Akrouh (Abu Mujahid al-Baljiki), Brahim Abdeslam (Abul-Qaqe Al-Baljiki) ; les kamikazes du Bataclan, Samy Amimour (Abou Qital al-Faransi), Ismaël Omar Mostefaï (Abou Rayyan al-Faransi) et Foued Mohamed-Aggad (Abou Fuad al-Faransi) ; et le kamikaze du Stade de France, Bilal Hadfi (Dhu-l-Qarnayn al-Faransi) et les Irakiens Ali al-Iraqi et Ukashah Al-Iraqi.

### 2017, 2018, 2019 et 2020
Le 20 avril 2017, il a publié une vidéo nasheed turque intitulée "L'État islamique a été établi" ( turc : Kuruldu Islam Devletı ) qui incitait les musulmans turcs à rejoindre l'État islamique et à attaquer la Turquie pour gagner plus de terres pour l'État islamique,.

Logo de la série "Inside the Califate/Khilafah" produite par AlHayat Media Center

Le 28 juillet 2017, il a publié une série de vidéos en ligne en anglais et en arabe intitulée "Inside the Caliphate ", qui se concentre sur la vie à l'intérieur de l'État islamique, le premier épisode traitait de la nouvelle monnaie de l'État islamique et expliquait comment elle devait être utilisée. autour du globe, la deuxième vidéo traitait de la bataille de Raqqa où le militant australien de l'État islamique sous le pseudonyme d'Abou Adam parlait de "la victoire étant proche", le troisième épisode parlait du siège de Marawi et de l'État islamique soldats dans le conflit, le quatrième épisode donne un discours d'un militant singapourien de l'État islamique sous le pseudonyme Abu 'Uqayl parlant de l'implication américaine et britannique dans la guerre civile syrienne, l'épisode cible le prince Harry et le gouvernement britannique. Le cinquième épisode donne un discours du militant arabe de l'État islamique sous le pseudonyme d'Abul Abbass sur la perte de territoire et d'être patient, et menace les armées et les militants de l'État non islamique en guerre. Le sixième épisode est un discours d'un militant américain de l'État islamique sous le pseudonyme d'Abu Salih, Abu Salih a parlé des lois sur les armes à feu en Amérique et a dit aux partisans de l'État islamique d'acheter des armes et de commettre des fusillades de masse. Le septième épisode montrait la guerre civile syrienne et des kamikazes dans des VBIED attaquant des soldats syriens, il présentait également une femme inconnue de l'État islamique se battant avec une kalachnikov. Le huitième et dernier épisode tourne autour de la propagande de masse de l'État islamique et des sociétés de production américaines, et demande aux partisans de l'État islamique de créer des comptes et de publier des vidéos de l'État islamique sur des plateformes comme Facebook et Twitter.
Le 31 décembre 2017, il s'est propagé via Telegram O' Disbelievers of the World ( en français : « Mécréants de l'humanité »   ) qui montre une vision apocalyptique de la guerre entre ISIS et l'incrédulité. La vidéo montre Donald Trump, Bachar al-Assad, Abdallah d'Arabie saoudite, Poutine, Netanyahu et Emmanuel Macron. Il présente un monologue d'ouverture du porte-parole Abu Muhammad al-Adnani, et la chanson est chantée par Jean-Michel Clain.
Le 26 janvier 2018, il a publié un nasheed intitulé Answer the Call dans lequel les partisans étaient invités à commettre d'horribles attentats terroristes dans les pays occidentaux.
Le 21 mars 2019, le Département d'État américain a officiellement considéré al-Hayat comme un pseudonyme de l'EIIL, et donc comme une organisation terroriste étrangère.
Le 26 juillet 2020, il a publié une vidéo intitulée "Incitez les croyants" qui montrait des idées d'attaques terroristes à des terroristes loups solitaires dans les pays occidentaux. Dans la vidéo, ils ont qualifié l'incendie criminel d'attaque terroriste " 5 étoiles ", citant les incendies de forêt en Californie,.
Le 10 octobre 2020, il a publié un nasheed intitulé "Coldly Kill Them". Plus tard, l'État islamique a publié une vidéo pour le nasheed.